# Медея (Евріпід)
«Медея» (грец. Μήδεια) — трагедія давньогрецького драматурга Евріпіда, представлена 431 році до н. е. Вона входила до тетралогії, яка, окрім «Медеї», включала трагедії «Філоктет» (втрачена) та «Діктіс» (втрачена), а також сатирівську драму «Женці» (втрачена).

## Передісторія

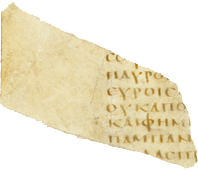
Фрагмент пізньоантичного рукопису з текстом «Медеї» Евріпіда

Історія Медеї є частиною міфу про похід аргонавтів. Коли Ясон вступив у бій з вогнедишними биками та драконом, який охороняв золоте руно, Медея, що покохала його, допомогла йому приборкати биків та дракона, а сама вирішила піти за ним до Греції. Щоб затримати своїх рідних, які переслідували аргонавтів, Медея при відплитті з Колхіди вбила захопленого нею власного брата та розкидала шматки його тіла берегом. Поки вражені родичі збирали розтерзані останки юнака, аргонавти встигли відплисти. До Іолку Медея прибула вже як дружина Ясона. Тут вона вмовила дочок Пелія вчинити чарівний обряд, який повинен був повернути йому молодість, але підступно обдурила їх, і старий цар помер болісною смертю, після чого Ясону з дружиною та синами довелося шукати «притулку» в Коринті.

## Сюжет
Дія трагедії Евріпіда відбувається в Коринфі, перед домом Медеї. Подружжя Ясон і Медея перебувають у скрутному матеріальному й суспільному становищі. Ясон вирішує виправити становище через шлюб з дочкою місцевого царя Креонта. Ясон пояснює Медеї, що цей шлюб вирішить багато проблем і буде на користь їхнім дітям, проте Медея, звичайно, має піти. Медея не може змиритися з таким рішенням Ясона, не може допустити, аби з нею вчинили, як з покинутою дружиною.
Вона вирішує помститися суперниці й посилає їй через своїх дітей отруєний одяг, дочка Креонта, одягнувши одяг, згорає живцем разом з батьком, який намагався її врятувати. Аби довести свою помсту до кінця, Медея власноруч убиває обох своїх синів від Ясона. У надісланій їй Геліосом крилатій колісниці, запряженій драконами, вона востаннє з'являється над Ясоном, демонструючи свою недосяжність і тріумф помсти. В останньому діалозі Ясона й Медеї Ясон проклинає свою колишню дружину, нагадує їй, що вона стала його дружиною, ціною зради батьківщини та вбивства власного брата. Натомість Медея закидає Ясонові вину в смерті їхніх дітей, оскільки він зруйнував їхню сім'ю, вона пророкує йому страшну смерть. Потім Медея здіймається на колісниці високо в небо, забравши з собою трупи дітей.

## Дійові особи
- Няня
- Вихователь
- Медея — Ясонова дружина
- Хор коринфських жінок
- Креонт — цар Коринфу
- Ясон — провідник аргонавтів
- Еней — цар афінський
- Вісник
- Хлопчики — сини Ясона і Медеї

## Рецепція
«Медея» Евріпіда надихала багатьох драматургів минулого. Найвідомішими п'єсами за мотивами історії Медеї є однойменні трагедії Сенеки, П'єра Корнеля (1635), Фридріха Максиміліана Клінгера (1786), Франца Ґрільпарцера («Золоте руно», 1821), Ганса Генні Яна (1926), Робінсона Джефферса (1946), Жана Ануя (1946).

### Екранізація та постановки
- «Медея» — опера Луїджі Керубіні (1797).
- «Медея» — фільм-спектакль театру ім. В. Маяковського (1967).
- «Медея» — фільм П'єра Паоло Пазоліні (1969).
- «Медея» — фільм Ларса фон Трієра (1988).
- «Медея» — фільм Наталії Кузнєцової (2009).

## Українські переклади
Повний український переклад «Медеї» здійснив Борис Тен, який було опубліковано у видавництві «Основи» 1993 року. Ще один повний переклад здійснив Назар Ващишин, який опубліковано у збірці 2023 року видавництва «Апріорі» в серії Бібліотека античної літератури.

## Цікаві факти
- Евріпід у своїй трагедії видозмінив традиційну легенду, зробивши винуватицею загибелі дітей саму Медею, а не розгніваних на Медею жителів Креонта.
- За підсумками змагань драматургів на Великих Діонісіях в 431 році до н. е. Евріпід посів останнє, третє місце (першу нагороду завоював Евфоріон, другу — Софокл).